# Scuticaria novaesii
Scuticaria novaesii é uma espécie de orquídea epífita de crescimento cespitoso endêmica do Espírito Santo, no Brasil, onde habita florestas úmidas. Foi descoberta apenas em 1981. Como todas as espécies deste gênero, não é planta de fácil cultivo, não sendo indicada para orquidófilos iniciantes.
Apresentas longas folhas roliças pendentes que brotam de pseudobulbos quase imperceptíveis; poucas flores comparativamente grandes vistosas e coloridas, com labelo contrastante. Pode ser diferenciada das outras espécies do gênero por ser a única com lobo central do labelo perfeitamente arredondado com extremidade levemente acuminada.